# Nekrolog 1612
Nekrolog
◄◄
| ◄
| 1608
| 1609
| 1610
| 1611
| 1612 | 1613 | 1614 | 1615 | 1616 | ► | ►►
Weitere Ereignisse | Allgemeiner Nekrolog 1612
Die Beschreibung der verstorbenen Person sollte so kurz wie möglich gehalten sein und nur deren signifikante Tätigkeit(en) enthalten.
Neue Namen ggf. auch unter dem Geburts- und Sterbedatum, also etwa unter 1. Januar und im Geburts- und Sterbejahr (2024) eintragen (nur bei entsprechender großer Wichtigkeit). Für Beispiele siehe die schon vorhandenen Artikel.
Außerdem über die fünf zuletzt Verstorbenen, zu denen es einen ausreichend guten Artikel für eine Präsentation auf der Hauptseite gibt, nach der todesbedingten Überarbeitung der Artikel ggf. auch unter Wikipedia Diskussion:Hauptseite informieren und sie am besten auch in den anderen Wikipedia-Sprachversionen eintragen. Tipp: Regelmäßig bei news.google.de nach „ist tot“, „gestorben“ oder „verstorben“ suchen.
Wenn eine Person gestorben ist, gibt es viele Seiten zu dieser Person in der Wikipedia, die davon auch betroffen sind und entsprechend aktualisiert werden müssen. Beispiele: Namenübersichtsseite, Geburtsjahr, Geburtsort-Seiten und viele mehr.
Wie finde ich die betroffenen Seiten?
Im Suchfeld auf der linken Seite gibt man den Suchbegriff so ein: „Vorname Nachname“. Dann klickt man auf Volltext und alle Seiten mit entsprechendem Suchtext werden aufgerufen. Hier sieht man dann schnell, wo auch das Todesjahr Sinn macht oder sogar ein Teil des Artikels angepasst werden muss. Auch hilft das „Werkzeug“ auf der linken Seite sehr gut, um solche Seiten aufzufinden: „Links auf diese Seite“. Somit ist die Wikipedia wieder aktuell in allen Bereichen! Hinweis: bei Eintragung der Kategorie „Gestorben JAHR“ wird der Missbrauchsfilter 49 ausgelöst, was jedoch nicht schlimm ist. Siehe: Spezial:Missbrauchsfilter/49
Dies ist eine Liste von im Jahr 1612 verstorbenen bekannten Persönlichkeiten. Die Einträge erfolgen innerhalb der einzelnen Daten alphabetisch sortiert. Tiere sind im Nekrolog für Tiere zu finden.

## Januar
| Tag        | Name                        | Beruf, bekannt als                                                 | Alter | Beleg |
| ---------- | --------------------------- | ------------------------------------------------------------------ | ----- | ----- |
| 4. Januar  | Hendrik Laurenszoon Spiegel | niederländischer Dichter und Humanist                              | 62    |       |
| 5. Januar  | Severin Göbel der Ältere    | deutscher Mediziner                                                | 81    |       |
| 5. Januar  | Paul Weiß                   | deutscher Physiker, Dichter, Rhetoriker und evangelischer Theologe | 68    |       |
| 7. Januar  | Felix Bidembach der Ältere  | deutscher evangelischer Theologe und Geistlicher                   | 47    |       |
| 16. Januar | Charles III. de Croÿ        | Feldherr in den spanischen Niederlanden                            | 51    |       |
| 20. Januar | Rudolf II.                  | Kaiser des Heiligen Römischen Reichs, König von Böhmen und Ungarn  | 59    |       |
| 21. Januar | Ferdinand von Concin        | österreichischer Amtsverwalter, kaiserlicher Rat und Reichshofrat  |       |       |
| 25. Januar | Johan van Rijswijk          | niederländischer Festungsbaumeister                                |       |       |
| 28. Januar | Silvestro Aldobrandini      | italienischer Geistlicher                                          |       |       |
| 28. Januar | Thomas Bodley               | englischer Diplomat und Bibliothekar                               | 67    |       |
| 30. Januar | Stephan Gerlach             | deutscher evangelischer Theologe und Prediger                      | 65    |       |
| 30. Januar | Stanisław Grochowski        | polnischer Schriftsteller                                          |       |       |

## Februar
| Tag         | Name                  | Beruf, bekannt als                                                 | Alter | Beleg |
| ----------- | --------------------- | ------------------------------------------------------------------ | ----- | ----- |
| 6. Februar  | Christophorus Clavius | deutscher Mathematiker und Jesuitenpater                           | 73    |       |
| 9. Februar  | Vincenzo I. Gonzaga   | Herzog von Mantua und Montferrat                                   | 49    |       |
| 12. Februar | Jodocus Hondius       | Kartograf und Verleger                                             | 48    |       |
| 12. Februar | Johannes Neldel       | deutscher Rhetoriker, Logiker, Rechtswissenschaftler und Philosoph |       |       |
| 17. Februar | Ernst von Bayern      | Erzbischof des Erzbistums Köln                                     | 57    |       |
| 17. Februar | Hermogenus von Moskau | Patriarch von Moskau und der Rus (1606–1612)                       |       |       |
| 20. Februar | Johannes Gottsleben   | deutscher Theologe, Magister, Professor und evangelischer Theologe |       |       |
| Februar     | John Gerard           | englischer Botaniker                                               |       |       |
| Februar     | García Guerra         | Vizekönig von Mexiko, Erzbischof von Mexiko                        |       |       |

## März
| Tag      | Name                               | Beruf, bekannt als                                        | Alter | Beleg |
| -------- | ---------------------------------- | --------------------------------------------------------- | ----- | ----- |
| 3. März  | Joan Thynne                        | englische Adlige                                          |       |       |
| 7. März  | Mordechai Jaffe                    | jüdischer Gelehrter, Rabbiner, Rosch-Jeschiwa und Dezisor |       |       |
| 12. März | Lorenzo Bianchetti                 | italienischer Kardinal der Römischen Kirche               | 66    |       |
| 23. März | Anna Sibylle von Hanau-Lichtenberg | Tochter des Grafen Philipp IV. von Hanau-Lichtenberg      | 69    |       |
| 23. März | Johann Siebmacher                  | deutscher Radierer und Kupferstecher                      |       |       |
| 28. März | Heinrich Fabricius                 | deutscher Mediziner, Dichter und Philosoph                |       |       |
| 29. März | Anna Katharina von Brandenburg     | Königin von Dänemark und Norwegen                         | 36    |       |
| März     | Philipp Galle                      | niederländischer Zeichner und Kupferstecher               |       |       |

## April
| Tag       | Name                      | Beruf, bekannt als                                                          | Alter | Beleg |
| --------- | ------------------------- | --------------------------------------------------------------------------- | ----- | ----- |
| 11. April | Emanuel van Meteren       | flämischer Historiker                                                       | 76    |       |
| 13. April | Sasaki Kojirō             | japanischer Samurai                                                         |       |       |
| 14. April | Nikolaus Leutinger        | deutscher Historiker                                                        |       |       |
| 19. April | Anne von Perusse d’Escars | französischer Bischof von Metz und Kardinal der römisch-katholischen Kirche | 66    |       |

## Mai
| Tag     | Name                               | Beruf, bekannt als                                               | Alter | Beleg |
| ------- | ---------------------------------- | ---------------------------------------------------------------- | ----- | ----- |
| 5. Mai  | Leonhard I. von Taxis              | spanisch-niederländischer und kaiserlicher Generalpostmeister    |       |       |
| 11. Mai | Clément Isnard                     | französischer Bischof                                            |       |       |
| 19. Mai | Gregorio Petrocchini               | italienischer Kardinal der Römischen Kirche und Augustinereremit | 76    |       |
| 24. Mai | Robert Cecil, 1. Earl of Salisbury | englischer Staatsmann                                            | 48    |       |
| 29. Mai | Joachim Zehner                     | deutscher Theologe und Pädagoge                                  | 46    |       |

## Juni
| Tag      | Name                              | Beruf, bekannt als                            | Alter | Beleg |
| -------- | --------------------------------- | --------------------------------------------- | ----- | ----- |
| 7. Juni  | Konoe Sakihisa                    | japanischer Regent (1554–1568)                |       |       |
| 7. Juni  | Georg Obrecht                     | deutscher Kameralist und Professor der Rechte | 65    |       |
| 8. Juni  | Hans Leo Haßler                   | deutscher Komponist                           |       |       |
| 26. Juni | Roger Manners, 5. Earl of Rutland | englischer Adliger                            | 35    |       |
| 29. Juni | Jacques Bongars                   | französischer Diplomat und Büchersammler      |       |       |
| Juni     | Johannes Hertelius                | Mediziner                                     |       |       |

## Juli
| Tag      | Name                           | Beruf, bekannt als                            | Alter | Beleg |
| -------- | ------------------------------ | --------------------------------------------- | ----- | ----- |
| 3. Juli  | Iven Knutzen                   | Bauer und Chronist                            |       |       |
| 13. Juli | Constantin Movilă              | Fürst der Moldau                              |       |       |
| 16. Juli | Leonardo Donà                  | 90. Doge von Venedig                          |       |       |
| 16. Juli | Jakob Wolff der Ältere         | deutscher Architekt und Bildhauer             |       |       |
| 23. Juli | James Hall                     | englischer Seefahrer und Entdecker            |       |       |
| 29. Juli | Abraham Portaleone             | italienisch-jüdischer Arzt und Schriftsteller |       |       |
| Juli     | Edward Seymour, Lord Beauchamp | englischer Adliger                            | 50    |       |

## August
| Tag        | Name                | Beruf, bekannt als           | Alter | Beleg |
| ---------- | ------------------- | ---------------------------- | ----- | ----- |
| 9. August  | Philipp Ludwig II.  | Graf von Hanau-Münzenberg    | 35    |       |
| 12. August | Giovanni Gabrieli   | italienischer Komponist      |       |       |
| 17. August | Alexander Colin     | flämischer Bildhauer         |       |       |
| 18. August | Giacomo Boncompagni | italienischer Feudalherr     | 64    |       |
| 28. August | John Smyth          | britischer Priester, Baptist |       |       |

## September
| Tag           | Name                         | Beruf, bekannt als                                                                         | Alter | Beleg |
| ------------- | ---------------------------- | ------------------------------------------------------------------------------------------ | ----- | ----- |
| 12. September | Wassili IV.                  | russischer Zar (1606–1610)                                                                 | 59    |       |
| 13. September | Karin Månsdotter             | schwedische Königin                                                                        |       |       |
| 15. September | Marek Bydžovský z Florentýna | tschechischer Historiker, Astronom, Mathematiker und Gelehrter und Humanist                |       |       |
| 18. September | Karl von Lamberg             | Erzbischof von Prag                                                                        |       |       |
| 23. September | Johann Glandorp              | Kaufmann, Mäzen und Ratsherr der Hansestadt Lübeck                                         | 56    |       |
| 24. September | Johannes Lippius             | deutscher evangelischer Theologe, Philosoph und Musiktheoretiker                           | 27    |       |
| 27. September | Piotr Skarga                 | polnischer Jesuit, Prediger, Hagiograph, Polemiker und Persönlichkeit der Gegenreformation | 76    |       |
| 28. September | Ernst Soner                  | deutscher Mediziner und Naturheilkundler                                                   | 39    |       |
| 29. September | Jodocus Lorichius            | deutscher Theologe                                                                         |       |       |

## Oktober
| Tag         | Name                       | Beruf, bekannt als                                               | Alter | Beleg |
| ----------- | -------------------------- | ---------------------------------------------------------------- | ----- | ----- |
| 1. Oktober  | Elias Reusner              | deutscher Historiker                                             | 57    |       |
| 4. Oktober  | Cesare Aretusi             | italienischer Maler des Manierismus                              |       |       |
| 7. Oktober  | Menso Alting               | ostfriesischer Prediger und Theologe der Reformationszeit        | 70    |       |
| 7. Oktober  | Giovanni Battista Guarini  | italienischer Dichter                                            | 73    |       |
| 7. Oktober  | Lukas Taccius              | deutscher Lehrer, Rektor der Greifswalder Stadtschule            |       |       |
| 14. Oktober | Franz Guillimann           | Historiker und Dichter                                           |       |       |
| 16. Oktober | Jakob Schrenck von Notzing | bayerischer Adeliger und Historiker in österreichischen Diensten | 73    |       |
| 21. Oktober | Georg Carolides            | tschechischer Humanist und Dichter                               | 43    |       |

## November
| Tag          | Name                                    | Beruf, bekannt als                               | Alter | Beleg |
| ------------ | --------------------------------------- | ------------------------------------------------ | ----- | ----- |
| 1. November  | Charles de Bourbon, comte de Soissons   | Graf von Soissons                                | 45    |       |
| 2. November  | Moritz                                  | Herzog von Sachsen-Lauenburg                     |       |       |
| 6. November  | Henry Frederick Stuart, Prince of Wales | Thronfolger Englands und Schottlands             | 18    |       |
| 7. November  | Johann Konrad von Gemmingen             | Fürstbischof zu Eichstätt                        | 51    |       |
| 7. November  | Giulio Lasso                            | italienischer Architekt                          |       |       |
| 9. November  | Paul Jenisch                            | deutscher Pädagoge und lutherischer Theologe     |       |       |
| 9. November  | Gellius Sascerides                      | dänischer Arzt und Astronom                      | 50    |       |
| 10. November | Bernardino Poccetti                     | italienischer Maler                              | 64    |       |
| 20. November | John Harington                          | englischer Dichter                               | 51    |       |
| 23. November | Elisabeth Johanna von Weston            | englisch-böhmische Dichterin und Naturforscherin | 30    |       |

## Dezember
| Tag          | Name                  | Beruf, bekannt als                                                                            | Alter | Beleg |
| ------------ | --------------------- | --------------------------------------------------------------------------------------------- | ----- | ----- |
| 22. Dezember | Francesco IV. Gonzaga | ältester Sohn des Herzogs Vincenzo I                                                          | 26    |       |
| 24. Dezember | Paul Matthias Wehner  | deutscher Jurist                                                                              | 29    |       |
| 25. Dezember | Thomas Mermann        | deutscher Arzt und Politiker                                                                  | ~55   |       |
| 26. Dezember | Ludwig Pincier        | deutscher Jurist in der Frühen Neuzeit und erster lutherischer Dekan des Lübecker Domkapitels | 51    |       |

## Datum unbekannt
| Tag | Name                                    | Beruf, bekannt als                                                                         | Alter | Beleg |
| --- | --------------------------------------- | ------------------------------------------------------------------------------------------ | ----- | ----- |
|     | Ottavio Acquaviva d’Aragona             | Kardinal, Erzbischof von Neapel                                                            |       |       |
|     | Federico Barocci                        | italienischer Maler                                                                        |       |       |
|     | Daniel Cachedenier                      | französischer Romanist und Grammatiker                                                     |       |       |
|     | Juan de la Cueva                        | spanischer Lyriker und Dramenautor der Barockzeit                                          |       |       |
|     | Dominicus Custos                        | niederländischer Zeichner, Kupferstecher und Verleger                                      |       |       |
|     | Giovanni de’ Bardi                      | italienischer Soldat, Komponist und Dichter                                                |       |       |
|     | Johann Christoph Fugger                 | letzter Vertreter der Fugger vom Reh                                                       |       |       |
|     | Conrad Garmers                          | Lübecker Bürgermeister                                                                     |       |       |
|     | Hans Diepold von Gemmingen              | fürstbischöflich-augsburgischer Rat und Statthalter in Dillingen                           |       |       |
|     | Mancio Ito                              | japanischer Adeliger und Diplomat                                                          |       |       |
|     | Michael Lantzenberger                   | deutscher Buchdrucker                                                                      |       |       |
|     | Godske Lindenov                         | dänischer Admiral und Seefahrer                                                            |       |       |
|     | Marten de Mare                          | Orgelbauer                                                                                 |       |       |
|     | Charles de Montmorency, duc de Damville | Herzog von Damville, Pair und Admiral von Frankreich                                       |       |       |
|     | Na Dae-yong                             | koreanischer Militärführer und Admiral                                                     |       |       |
|     | Valerius Otto                           | deutscher Organist und Komponist                                                           |       |       |
|     | Alexander von Pappenheim                | deutscher Reichserbmarschall und kaiserlicher Rat                                          |       |       |
|     | Juan Ginés Pérez                        | spanischer Kapellmeister und Komponist                                                     |       |       |
|     | Giulio Cesare Polerio                   | italienischer Schachspieler                                                                |       |       |
|     | Jonas Poole                             | englischer Robbenjäger und Entdecker                                                       | 46    |       |
|     | Gerhard Ramsler                         | deutscher Steinhauer und Maler niederländischer Herkunft                                   | 82    |       |
|     | Johann Rasch                            | österreichischer Schriftsteller, Historiker, Genealoge, Kleriker, Organist und Buchhändler |       |       |
|     | Nicolas Rémy                            | herzoglich-lothringischer Geheimrat und Oberrichter                                        |       |       |
|     | Jonathan Sauter                         | württembergischer Modist, Schreib- und Rechenmeister, sowie Zeichner und Kupferstecher     | 63    |       |
|     | Jürgen von Stiten                       | Ratsherr in Lübeck                                                                         |       |       |
|     | Johann Vesembeck                        | deutscher lutherischer Theologe                                                            |       |       |